# Srednja Bela
Srednja Bela este o localitate din comuna Preddvor, Slovenia, cu o populație de 267 de locuitori.